# Ermita de Sant Miquel Arcàngel (la Serra d'en Galceran)

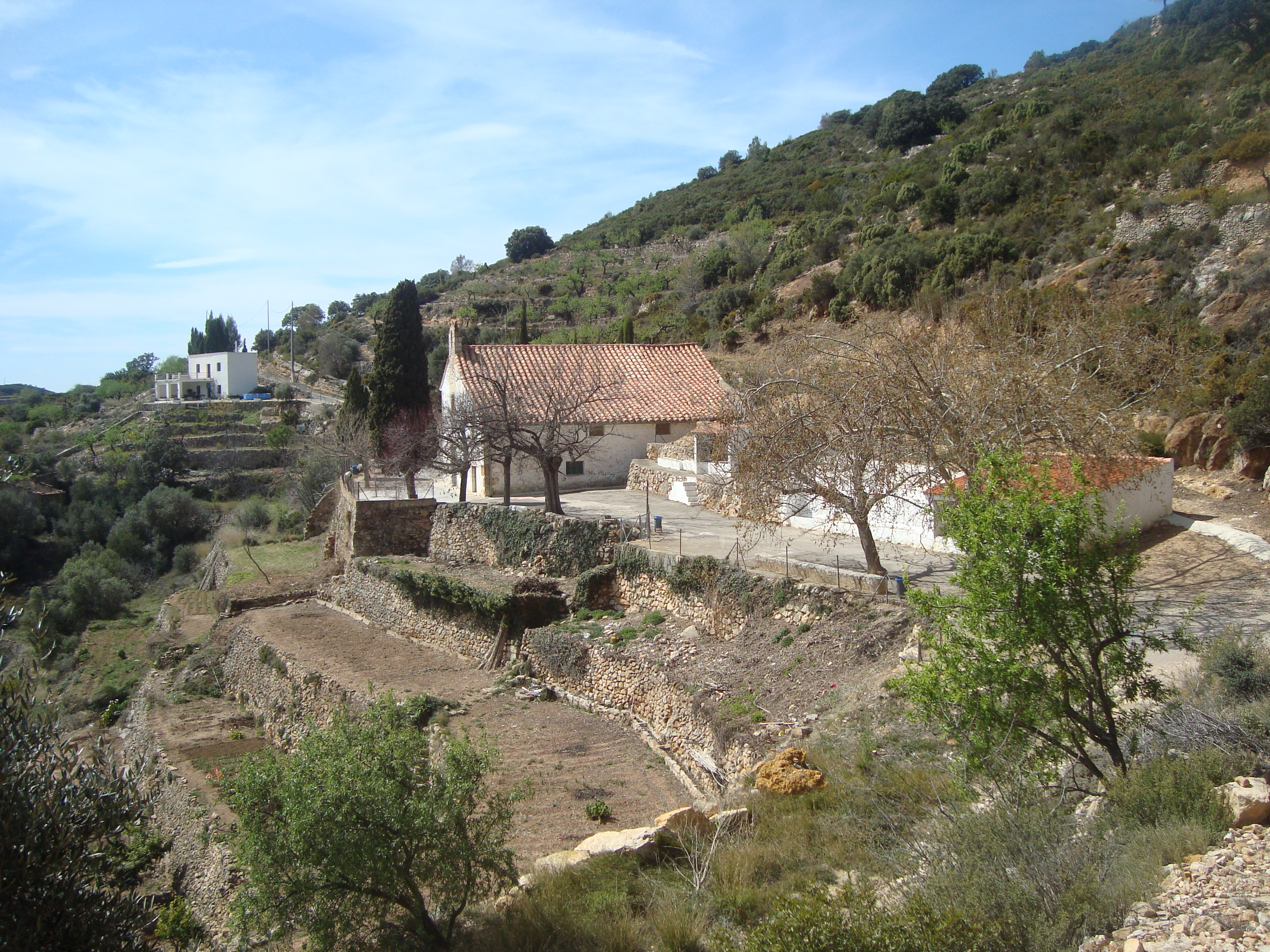
Ermita de Sant Miquel Arcàngel (La Serra d'en Galceran)

L'ermita de Sant Miquel Arcàngel, situada en la partida de Sant Miquel, a la Serra d'en Galceran, a la comarca de la Plana Alta, és un edifici religiós catòlic catalogat, dins del Pla General d'Ordenació Urbana, Bé de Rellevància Local segons la Disposició Addicional Cinquena de la Llei 5/2007, de 9 de febrer, de la Generalitat, de modificació de la Llei 4/1998, d'11 de juny, del Patrimoni Cultural Valencià (DOCV Núm. 5.449 / 13/02/2007); amb el codi: 12.05.105-001.

## Història
El poble de la Serra d'en Galceran professa devoció per Sant Miquel des de temps inmemorables, malgrat això no va tenir ermita pròpia fins a finals del segle xvii. Abans que en 1697 s'iniciessin les obres de la construcció de l'ermita de Sant Miquel en la partida del mateix nom, els veïns de la Serra d'en Galceran festejaven la devoció al sant realitzant una peregrinació fins al veí poble de la Serratella i a la seva església parroquial.
En 1699 el Bisbe dispensa als habitants de la Serra de fer la processó a la Creu de Pedra i del sermó, per destinar els costos d'aquesta festa a les obres de la nova ermita; això se suposa que en aquesta data ja s'havien iniciat.
La finalització de les obres es va estendre fins al primer terç del segle xviii, encara que va tenir culte amb molta més anterioritat.

## Descripció
L'ermita se situa en un estratègic paratge a uns quatre quilómetres de la Serra d'en Galceran, en el vessant d'una muntanya, a la vora d'un barranc, amb una bona vista sobre tota la comarca, prop de la Cova Santa.
L'ermita és un edifici molt senzill amb la casa de l'ermità adossada a l'ermita pel costat dret, ja que a la zona esquerra del temple s'eleven els contraforts de carreus que proporcionen estabilitat a l'estructura de l'edifici.
Els carreus es destinen a contraforts i reforços de les cantonades, així com per als marcs de portes i finestres. La coberta del temple és a doble aigua i s'acaba amb teula.
Per la seva banda, La façana es remata en frontó triangular acabada en un capcer que fa de espadanya.
Les dimensions interiors són reduïdes, 18 metres de longitud per 6 metres d'ample, que es redueix quan s'arriba al presbiteri. Arquitectònicament és senzilla encara que està profusament decorada, tant per daurats, com per llenços (sobre la visa de Sant Miquel) i exvotos. D'entre tota la decoració destaca l'original imatge del Sant en l'altar major, així com la talla de la Verge que se situa en el lateral esquerre.
El complex es completa amb una font i amb un antic abrevadero per a animals.

## Festivitat
L'ermita roman tancada excepte en dues ocasions: el primer diumenge de maig, quan se celebra la “Fira de la Santa Creu”, i el diumenge més proper al 29 de setembre, festivitat de Sant Miquel. Entre els actes d'aquestes celebracions estan la celebració Eucarística, el repartiment de rotllos beneïts i festejos populars.